# Ruta 5 (Uruguay)
La ruta 5 es una de las rutas nacionales de Uruguay. Atraviesa el país de sur a norte, uniendo las ciudades de Montevideo y Rivera, y recorriendo los departamentos de Montevideo, Canelones, Florida, Durazno, Tacuarembó y Rivera. Fue designada con el nombre del Brigadier General Fructuoso Rivera, por ley 14361 del 17 de abril de 1975.

## Historia
La actual ruta 5 fue hecha prácticamente sobre el antiguo Camino Nacional, delineado, por tropas y carretas, cuando no existía el alambrado y los mayorales se guiaban por las estrellas, por las huellas o por otros puntos de referencia como cerros, arroyos, casas y ombúes. En 1908 comenzó la construcción de esta carretera, lo cual insumió 10 años.
En 1959 se produjeron lluvias muy abundantes en todo el país, las rutas nacionales que se encontraban en malas condiciones en ese momento sufrieron daños muy importantes. El gobierno nacional que había asumido en 1959, y cuya presidencia era ejercida por el Dr. Martín Etchegoyen, siendo el ministro de Transportes y Obras Públicas (MTOP) el Ing. Luis Giannattasio; debieron asumir la reconstrucción de estas carreteras, entre ellas la de la ruta 5. Previo a ello la ruta 5 solo tenía una base granular sin pavimentar. En la misma ocasión se decidió trazar un nuevo recorrido para la carretera, pasando tangencialmente a los centros poblados.  La ejecución de la reconstrucción de la ruta 5, llevó 5 años entre 1965 y 1970, y fue dividida en seis contratos que fueron adjudicados a cinco empresas y un consorcio de empresas: Tomás Guarino, Barrandeguy, Teodoro Colaroff, Hércules 
Carugati, Uruvial S.A. (argentina) y el Consorcio Ruta 5 integrado por las empresas: Saceem, Sampson y Serrato, Traxpalco, Conimex y Fernández y Ottieri. Este emprendimiento trajo importantes innovaciones en el sector a nivel nacional, desde la parte técnica hasta la financiera, destacándose la incorporación de nuevas tecnologías como fue el uso de la mezcla asfáltica en caliente. La carretera recibió un tratamiento superficial bituminoso doble. Al finalizar las obras, el mantenimiento estuvo a cargo de la Dirección Nacional de Vialidad.
En el caso del antiguo trazado, como en algunas ciudades circulaba por dentro de las mismas. El trazado se les cedió a las intendencias y municipios. 
En los años posteriores a su reconstrucción la ruta ha tenido un significativo aumento sobre todo del tránsito pesado, por lo que se han realizado obras de refuerzo de pavimento y banquina, se han sustituido los pavimento de tratamiento superficial bituminoso doble por pavimento de mezcla asfáltica y se han recapado los ya existentes, además se han ensanchado puentes, y se han realizado otras mejoras como en lo que respecta a señalización.
En diciembre de 2004 se inauguró el tramo de doble vía entre el kilómetro 31.500 (acceso norte a Progreso) y el kilómetro 43.500 (acceso sur a la ciudad de Canelones). Dos años más tarde se completó la doble vía Montevideo-Canelones al inaugurarse en diciembre de 2006 el tramo entre el kilómetro 23.500 (accesos a Las Piedras) y el kilómetro 31.500 (acceso a Progreso) extendiéndose para el 2024 hasta Durazno.

## Trazado
Nace en la ciudad de Montevideo como una doble vía de 4 carriles, en donde se bifurca con la ruta 1, en un intercambiador.
La ruta continúa doble (de 4 carriles) por toda la Zona Metropolitana hasta la ciudad de Canelones (una distancia aproximada de 45 kilómetros desde Montevideo) y luego, sigue como una carretera simple, pero muy bien conservada y señalizada, atravesando al país de sur a norte.
La carretera, atraviesa varias poblaciones, y ciudades del país, y tiene como destino final, la ciudad de Rivera. 
Algunas de las ciudades o localidades atravesadas, a las cuales la ruta sirve de acceso son:
- La Paz
- Las Piedras
- Progreso
- Canelones
- Florida
- Sarandí Grande
- Durazno
- Paso de los Toros
- Tacuarembó
- Rivera

A través de la ruta 30 comunica a Montevideo con la Ciudad de Artigas.
En los accesos desde esta ruta a cada ciudad existen, bypasses, intercambiadores y rotondas que facilitan el acceso a las ciudades y a su vez permiten  fluidez en el tránsito que circula por la carretera.
Algunas carreteras que son cruzadas o cortadas por la ruta 5, que sirven para acceder e ir desde ciudades del interior a otras ciudades del interior sin pasar por Montevideo, son las rutas nacionales número 14, 26, 30, 31,entre las más importantes, además de numerosos caminos y calles que sirven también de acceso a otras localidades.
Detalle del recorrido según el kilometraje:

### Montevideo
- km 8.000: Extremo sur
  - Sur: accesos a Montevideo
  - Noroeste: Ruta

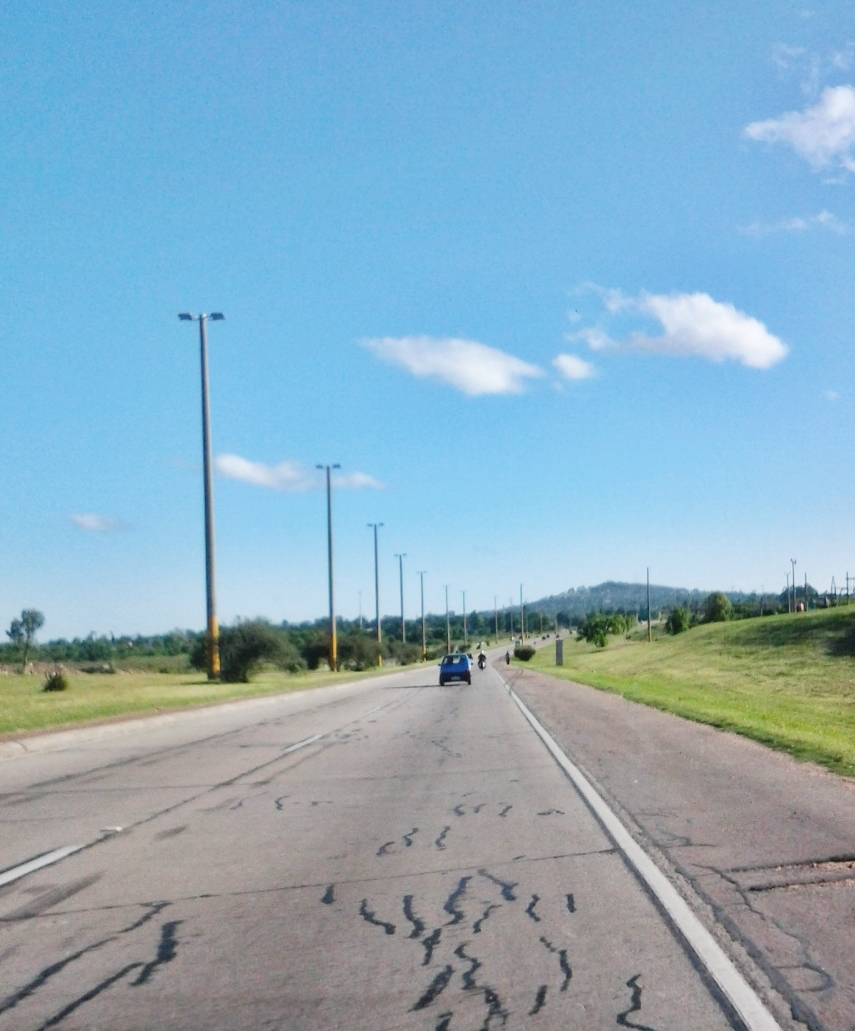
Ruta 5, sentido sur, próximo a su cruce con ruta 1 en el departamento de Montevideo

- km 8.500: salida a Av. Luis Batlle Berres (Solo en sentido sur-norte)
- km 9.300: salida a Av. Luis Batlle Berres (Solo en sentido norte-sur)
- km 10.000: salida a calle Vierrey J.J. de Vertíz (Solo en sentido sur-norte)
- km 10.500: salida a Av. Millán y Camino Lecocq (Solo en sentido sur-norte)
- km 11.000: salida a Av. Millán y Camino Lecocq (Solo en sentido norte-sur)
- km 12.000: Intercambiador Camino Luis E. Pérez (acceso desde ambos sentidos)
  - Este: a Camino Melilla
  - Oeste: a Unidad Agroalimentaria Metropolitana y Av. Luis Batlle Berres
- km 14.000: Camino de La Redención (Rotonda ambos sentidos)
- km 17.000: empalme con Ruta 102
  - Este: a Av. Garzón y rutas
- km 18.000: Rotonda Camino Fauquet (ambos sentidos)
  - Noroeste: ruta 36 a Cerrillos
  - Sureste: Camino Fauquet a ruta 102 y Lezica
- km 19.500: arroyo Las Piedras (Límite departamental Montevideo-Canelones)

### Canelones
- km 20.000: Camino Tomás Aldabalde (Rotonda ambos sentidos)
  - Este: a La Paz
- km 23.000: empalme con ruta 48 (Rotonda ambos sentidos)
  - Este: acceso a Las Piedras
  - Oeste: a Las Brujas
- km 26.000: rotonda (ambos sentidos)
  - Noreste: a Colorado Chico
  - Sureste: acceso a Villa Foresti y El Dorado
- km 27.000: rotonda (ambos sentidos) Av Brasil
  - Noreste: acceso a Progreso
- km 29.000: rotonda (ambos sentidos) Calle Simón Bolívar
  - Noreste: acceso a Progreso
- km 31.500: rotonda acceso Norte Progreso
  - Noroeste: Camino Cuatro Piedras a ruta 36
  - Sureste: Av. Artigas a Progreso
- km 32.000: Villa Felicidad
- km 34.000: Villa Instituto
- km 35.000: Parada Cabrera
- km 36.500: Barrio Remanso
- km 38.000: Juanicó
- km 44.000: acceso sur a Canelones
  - Finaliza doble vía
- km 46.000: acceso a Canelones (Rotonda)
  - Este: Ruta 
  - Oeste: acceso a Canelones
- km 47.500: acceso norte a Canelones y ruta 62
- km 47.500: Paso Espinosa
- km 53.500: Embalse arroyo Canelón Grande
- km 58.000: empalme ruta 81
  - Oeste: a Paso Pache y Santa Lucía
  - Este: a Paso de la Cadena, San Bautista y Migues
- km 61.500: empalme ruta 63
  - Este: a ruta 64
  - Oeste: a Santa Lucía y Paso Pache
- km 65.000: río Santa Lucía (límite departamental Canelones-Florida)

### Florida
- km 68.000: Peaje Mendoza H & G balanza obligatoria para camiones y buses
- km 74.000: Mendoza,Empalme con ruta 76 al oeste a Paso Severino y 25 de Mayo
- km 78.000: acceso sur a Mendoza Chico
- km 79.500:
  - Oeste: Acceso norte a Mendoza Chico
  - Este: Empalme con ruta 76 al este
- km 91.000: empalme con ruta 12
  - Sureste: a ruta 6 y San Ramón
- km 93.500: acceso a Florida por Paso Viejo
- km 95.500: rotonda sur Florida
  - Este: ruta 56 a rutas  y 
  - Oeste: acceso a Florida por Av. Wilson Ferreira Aldunate
- km 96.500: río Santa Lucía Chico
- km 97.500: rotonda norte Florida
  - Norte: Camino a La Macana
  - Sur: acceso a Florida por Av. José Pedro Varela
- km 100.000: acceso a Florida por calles 60 y H. Usher
- km 102.000: Planta Industrial N.º 7 Conaprole
- km 112.500: acceso sur a La Cruz
- km 117.000: acceso norte a La Cruz
- km 127.000: acceso sur a Pintado
- km 128.000: acceso norte a Pintado
- km 133.000: empalme con ruta 58
- km 139.000: acceso sur a Sarandí Grande
- km 139.500: empalme con ruta 42
- km 140.000: rotonda de acceso a Sarandí Grande
- km 143.000: acceso norte a Sarandí Grande
- km 152.000: acceso a Maciel
- km 164.500: acceso a Goñi
- km 167.000: límite departamental Florida-Durazno

### Durazno
- km 183-186: ciudad de Durazno

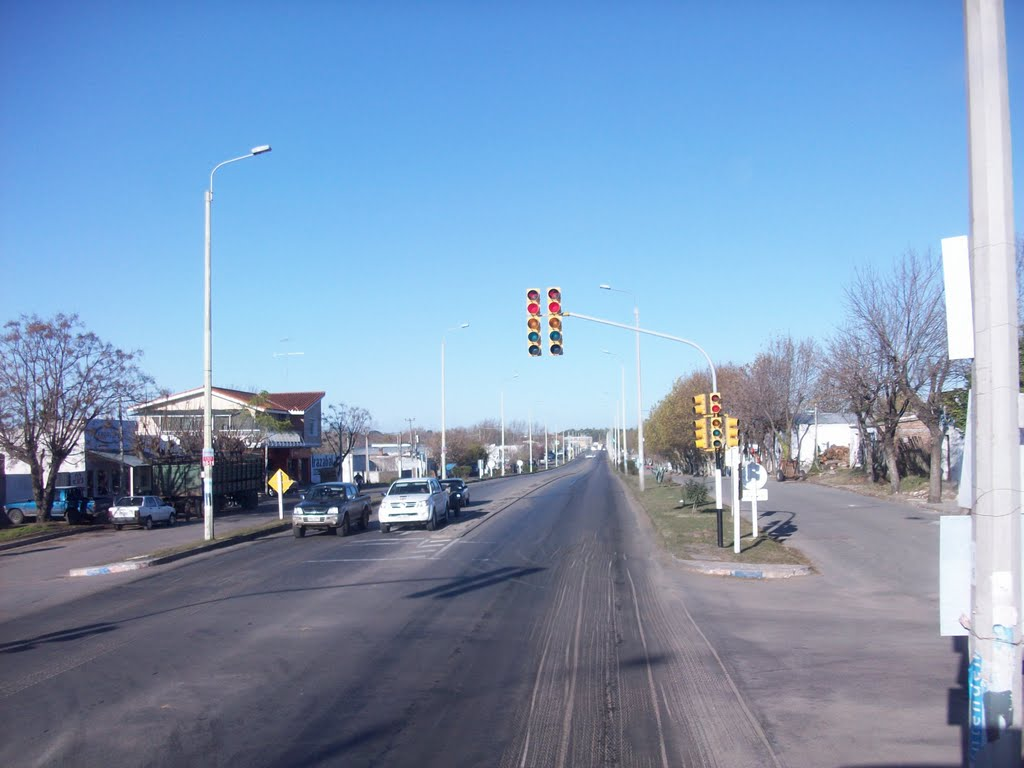
La ruta 5 a su paso por la ciudad de Durazno.

- km 184.000: empalme con Ruta  al oeste a Trinidad y Mercedes
- km 186.500: río Yí
- km 188.000: acceso a Santa Bernardina
- km 189.000:
  - Empalme con Ruta  al este
  - Acceso al Aeropuerto Internacional de Santa Bernardina
- km 222.000:
  - Empalme con Ruta  al oeste a Represa de Rincón de Baygorria
  - Acceso a Carlos Reyles
- km 233.500: acceso a Estación Parish
- km 246.500: Peaje Centenario
- km 247.500: Pueblo Centenario
- km 248.000: río Negro (Límite departamental Durazno-Tacuarembó)

### Tacuarembó

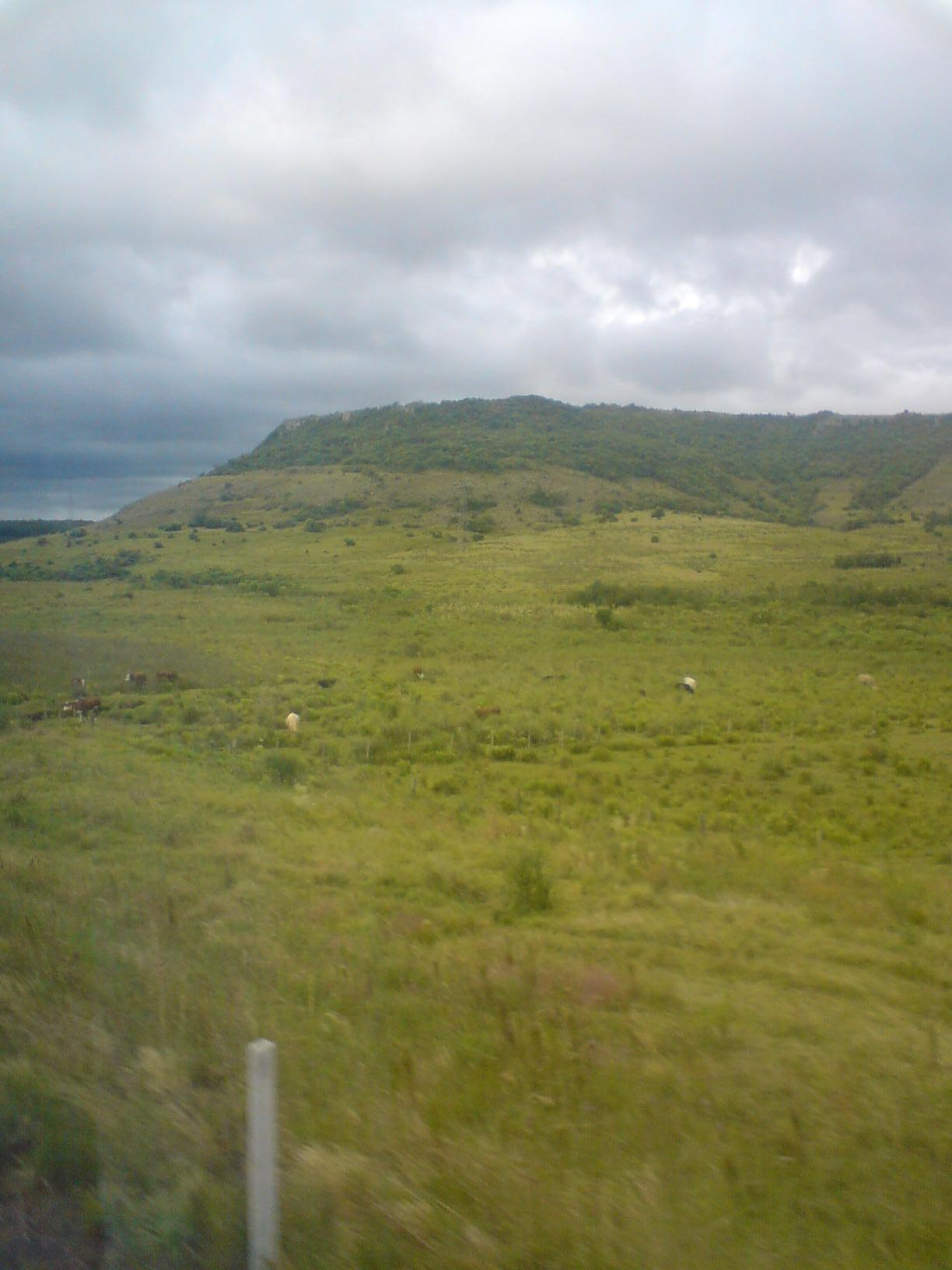
Paisaje desde la ruta 5 en el departamento de Tacuarembó

- km 248.500: ciudad Paso de los Toros control bromatologico obligatorio
- km 266.000: empalme con ruta 20 a ruta  y Grecco
- km 290.000: pueblo Peralta y acceso a Cardozo Grande
- km 306.500: empalme con ruta 43 a Achar y San Gregorio de Polanco
- km 334.000: arroyo Malo
- km 335.000: acceso sur a Curtina
- km 337.000: acceso norte a Curtina
- km 370.000: acceso a Sauce de Batoví.
- km 377.500: pueblo Paso Bonilla y empalme con ruta 59
- km 385.000: ramal a Ruta  al oeste a Paysandú y acceso sur a Tacuarembó por Av. San Martín
- km 388.000: acceso a Tacuarembó por Av. Pablo Ríos
- km 389.000: acceso a Tacuarembó por calle Victorino Pereira
- km 390.000: río Tacuarembó Chico
- km 392.000: empalme con Ruta 
  - Este: a Melo
  - Oeste: acceso norte a Tacuarembó
- km 407.000: acceso a Laureles, Lambaré y Paso del Cerro
- km 423.000: Peaje Manuel Díaz
- km 425.000: río Tacuarembó (Límite departamental Tacuarembó - Rivera)

### Rivera
- km 425.500: empalme con Ruta  a Minas de Corrales
- km 457.000: empalme con Ruta  a Artigas
- km 495.000: empalme con Ruta  a Vichadero
- km 497.000: arroyo Cuñapirú y ciudad de Rivera

## Estado y características
Esta carretera forma parte del corredor internacional que conecta la ciudad de Montevideo con Brasil a través de Santana do Livramento. Está construida en todo su recorrido por carpeta asfáltica y su estado es muy bueno.

## Peajes
Los peajes que se ubican en esta carretera son los siguientes:
| Nombre      | Departamento | Ubicación  | Concesionario                      |
| ----------- | ------------ | ---------- | ---------------------------------- |
| Mendoza     | Florida      | km 67.500  | Hernández y González S.A.          |
| Centenario  | Durazno      | km 246.350 | Corporación Vial del Uruguay (CVU) |
| Manuel Díaz | Tacuarembó   | km 423.200 | Corporación Vial del Uruguay (CVU) |